# Otávio Bulgarelli
Otávio Didier Bulgarelli (São Gonçalo do Sapucaí, 15 oktober 1984) is een Braziliaans wielrenner die anno 2016 rijdt voor Funvic Soul Cycles-Carrefour. Hij werd in 2012 Braziliaans kampioen op de weg bij de elite.

## Belangrijkste overwinningen
2008
5e etappe Ronde van de Staat São Paulo
 Pan-Amerikaans kampioenschap op de weg
2009
4e etappe Ronde van Santa Catarina
2012
 Braziliaans kampioen op de weg, Elite
2013
4e en 5e etappe Ronde van Santa Catarina
Eindklassement Ronde van Santa Catarina

## Resultaten in voornaamste wedstrijden
|      | \| Jaar \| \| WK op de weg \| \| ---- \| \| ------------ \| \| 2011 \| \| opgave \| |              |
| Jaar |                                                                                     | WK op de weg |
| 2011 |                                                                                     | opgave       |

## Ploegen
- 2011 –  Farnese Vini-Neri Sottoli
- 2012 –  Funvic-Pindamonhangaba
- 2013 –  Funvic Brasilinvest-São José dos Campos (vanaf 1-8)
- 2014 –  Funvic Brasilinvest-São José dos Campos (van 7-4 tot 30-6)
- 2015 –  Funvic-São José dos Campos (vanaf 1-7)
- 2016 –  Funvic Soul Cycles-Carrefour

Aguilar · Arseno · Braga · Bulgarelli · Cardoso · Costa · dos Santos · Fiorilli · Junqueira · Moi · Nascimento · Nazaret · Nicácio · Panizo · Pinheiro · Santos · Sidoti · Silva
Braga · Bulgarelli · Cabrera · Cardoso · Chamorro · Costa · Diniz · Fiorilli · Garnero · Junqueira · Manarelli · Nazaret · Nicácio · Panizo · Pereira · Pinheiro · A.Santos · D.Santos · Sidoti
Almeida · Braga · Bulgarelli · Cardoso · Chamorro · Diniz · Fialho · Garnero  · Manarelli · Nazaret · Nicácio · L.Pereira · Pinheiro · Ramos · Ribeiro · Rincón · Sánchez · A.Santos · D.Santos · Tamayo
Affonso · Almeida · Braga · Bulgarelli · Cardoso · Chamorro · Díaz · Diniz · Garnero · Gaspar · Manarelli · Nazaret · Pereira · Pinheiro · Ramos · A.Santos · D.Santos
Affonso · Almeida · Bulgarelli · Cardoso · Chamorro · Diniz · Gaspar · Mahler · Manarelli · Nazaret · Nicácio · Piedra · Pinheiro · Quirino · Ramos · Urtasun · Machado (stagiair) · Mendonça (stagiair) · Rincón (stagiair)